# 글레이프니르

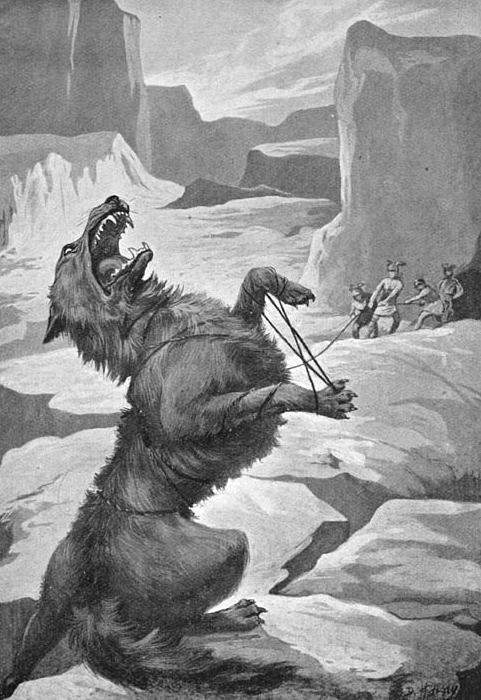
펜리르의 구속.

글레이프니르(Gleipnir)는 드워프가 만든 사슬로, 겉보기엔 평범한 끈처럼 생겼으나 실제론 어떤 무기로도 끊을 수 없는 튼튼함을 지녔다. 신들의 부탁으로 만들어진 이 사슬은 펜리르를 봉인하는 데 쓰였다. 재료는 고양이의 발걸음 소리, 여자의 콧수염, 곰의 힘줄, 산의 뿌리, 물고기의 숨과 새의 침이 사용되었다.